# Heurlinska skolan
Heurlinska skolan i Åbo var en privat flickskola verksam 1861–1955. 
Skolan grundades av Augusta Heurlin 1861 med kejserligt tillstånd och Heurlin var även skolans första föreståndare 1861–1888. Skolan fick 1894 som första flickskola i Finland rätt att dimittera studenter och därmed bereda väg för flickor till universitetet.
Skolan upphörde genom att den 1955 sammanslogs med Svenska fruntimmersskolan i Åbo och bildade statliga Åbo svenska flicklyceum som i sin tur 1971 gick upp i Katedralskolan i Åbo